# Kelley Haniver
Kelley Haniver (* 3. März 1977 in Huntingdon) ist eine britische Leichtathletin sowie ehemalige Skilangläuferin und Biathletin.

## Karriere
Kelley Haniver startete für das 1 Medical Regiment der British Army. Sie lebt in Aldershot. Im Sommer betrieb sie Leichtathletik, im Winter Biathlon und Skilanglauf. Im Wintersport hatte sie in der ersten Hälfte der 2000er Jahre ihre größten Erfolge. 2002 gewann sie hinter Emma Fowler den Vizemeistertitel im Sprint, wurde mit ihrem Regiment Staffel- und Teamdritte und gewann mit Anne-Marie Owens, Chevette Mais und Charlie Marriott den Titel im Militärpatrouillenlauf. Im Langlauf wurde sie Dritte der Doppelverfolgung und über 10-Kilometer, gewann mit Owens, Marriott und Mais den Titel mit der Staffel und wurde Vizemeisterin in der Teamwertung. 2004 kam der dritte Rang im Biathlon-Einzel hinzu, der Vizemeistertitel in der Militärpatrouille wie auch in der Teamwertung. Im Skilanglauf wurde sie erneut Bronzemedaillengewinnerin in der Verfolgung und Vizemeisterin mit der Staffel. Größter Erfolg in der Leichtathletik war die Teilnahme an den Britischen Meisterschaften 2008 in Alton Towers.
Nach ihrem Rücktritt beim Biathlon nimmt sie bis heute an Leichtathletikbewerben teil.